# Епархия Тайчжоу
 Епархия Тайчжоу  (лат. Dioecesis Taeceuvensis) — епархия Римско-Католической церкви с центром в городе Тайчжоу, Китай. Епархия Тайчжоу входит в митрополию Ханчжоу. Кафедральным собором епархии Тайчжоу является церковь святого Иосифа в городе Тайчжоу.

## История
10 августа 1926 года Римский папа Пий XI издал бреве «Supremi apostolatus», которым учредил Апостольский викариат Тайчжоу, выделив его из апостольского викариата Нинбо (сегодня — Епархия Нинбо).
11 апреля 1946 года Римский папа Пий XII издал буллу «Quotidie Nos», которой преобразовал апостольский викариат Нинбо в епархию.

## Ординарии епархии
- епископ Joseph Hu Jo-shan (Ruoshan) (30.07.1926 — 28.08.1962)
  - Sede vacante (с 28.08.1962 — по настоящее время)

## Источник
- Annuario Pontificio, Libreria Editrice Vaticana, Città del Vaticano, 2003, ISBN 88-209-7422-3
- Бреве Supremi apostolatus, AAS 19 (1927), стр. 51  (лат.)
- Булла Quotidie Nos, AAS 38 (1946), p. 301  (лат.)